# San Carlos (Venezuela)
San Carlos (Originalmente llamada San Carlos de Austria), es una ciudad venezolana, capital del estado Cojedes y del municipio homónimo. El nombre original de su fundación en 1678 San Carlos de Austria (ahora es el nombre de una de las tres parroquias del municipio), cuenta con una población de 140.000 habitantes (2023).
Se encuentra en los Llanos Altos centrales a 152 m s. n. m., a las orillas del río Tirgua, que pasa a llamarse río San Carlos.
Desarrolla funciones administrativas, actividades comerciales y de importantes agroindustrias que procesan arroz, sorgo, tabaco y maíz. Es un centro ganadero regional. La ciudad ha tomado dinamismo con el desarrollo local de agricultura irrigada y mecanizada.
La ciudad fue sede de los Juegos Deportivos Nacionales de Venezuela en el año 2003, por lo que cuenta con estructuras deportivas de gran calidad en la "Villa Olímpica" incluyendo estadios de béisbol como el "Alfonso Ríos", el parque "Barreto Méndez" y el "Autódromo Internacional de San Carlos". San Carlos es la sede del Vicerrectorado de Infraestructura y Procesos Industriales de la Universidad Nacional Experimental de los Llanos Occidentales "Ezequiel Zamora", del campus Cojedes de la "Fundación La Salle de Ciencias Naturales" y de los núcleos de la "Universidad de Carabobo", "Universidad Nacional Abierta", "Universidad Nacional Experimental Simón Rodríguez" y la "Universidad Nacional Experimental Politécnica de la Fuerza Armada Nacional", además de la Universidad Deportiva del Sur (antes llamada Universidad Iberoamericana del Deporte). También cuenta con el Aeropuerto Nacional Ezequiel Zamora y el Autódromo Internacional de San Carlos que fue sede del Campeonato Mundial de Motociclismo desde 1976 a 1979.
Uno de sus lugares de interés turístico son las montañas de la población de La Sierra, a 50 km al norte del municipio San Carlos, la cual cuenta con hermosas vistas y paisajes, donde también impera el cultivo de café, batata, papa, ñame y otros rubros. También se destaca el balneario de La Boca Toma situado a orillas del río Tirgua. A la entrada de la ciudad es imposible dejar de toparse con la famosa Redoma del Mango, la cual alberga una escultura de gran tamaño, de esta popular fruta, que le da la bienvenida a todos los visitantes de la capital cojedeña.
En la ciudad se encuentra La Blanquera, una casa colonial estilo barroco que funciona como museo, construida en el siglo XVIII por una apoderada familia ganadera de origen andaluz de apellidos Blanco y Salazar. Estos mantuanos tienen por título "Los descubridores de Apure y sus fundadores".
Algunos platos típicos son:
- Majarete venezolano
- Ternera de novillo
- Pabellón veguero
- Carapacho de Mocorroy
- Pan de tunja
- Buñuelo de yuca
- Parrilla criolla
- Tostón
- Pisillos de carne seca (pescado, ganado o cacería)
- quinchoncho verde con ñame
- Chicharrón con cachapa
- Topocho sancochado con suero
- Hallacas
- Sopas (res, costillas, lagarto, pescado)
- Picadillo de carne (especie de sopa o consomé llanero)
- Pescado frito (bagre, cachama, palometa, coporo, pavon y curvinata).

Dulces:
- Jalea de mango
- Arroz con leche
- Dulce de Lechoza

## Historia

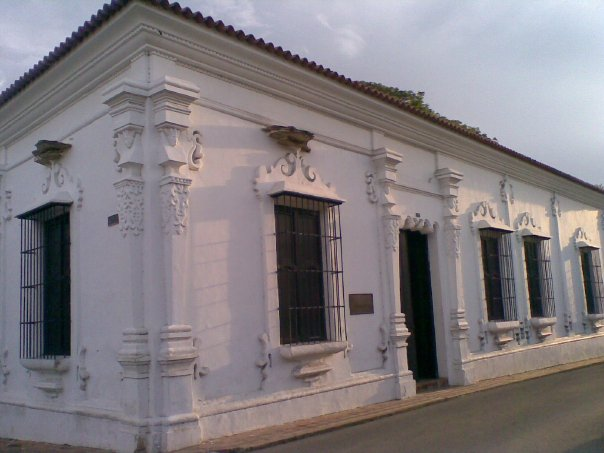
La Blanquera de San Carlos.

Por Real Cédula, fechada en San Lorenzo de El Escorial, el 28 de septiembre de 1676, el rey Carlos II de España aprobaba la formación de "Pueblos de españoles para resguardo de indios", ordenando “que cerca de las Misiones pobladas y que en adelante se poblasen y se fundasen “Pueblos de Españoles” hasta de 30 o 40 vecinos, de buena vida y ejemplo para que sirviese de contener en sus fugas, sujetar en sus embriagueces y reprimir en sus motines a los indios, y para que acompañasen dichos españoles a los misioneros para la reducción de los indios gentiles”
Por esa misma Real Cédula, se concedía a los Misioneros de la provincia de Caracas, las atribuciones pertinentes para fundar un pueblo de españoles en las riberas del río Tirgua, que sirviera de asiento permanente y resguardo a los indios que estaban congregados en las Misiones y pueblos cercanos, con el objeto de irlos imponiendo en la vida comunitaria.

### Fundación y organización
En virtud de esta orden, el fraile capuchino Pedro de Berja, fundaba en 7 de junio de 1678 la ciudad de “San Carlos de Austria”, en las riberas del río Tirgua, cerca del pueblo de indios de San Francisco, “con mucho trabajo por estar esa región muy despoblada, pues desde Valencia a Barquisimeto se calculaban 60 leguas y 70 desde Valencia a Guanare, y todo el territorio estaba desierto”.
Se estudió el terreno, se escogió el sitio adecuado y para materializar la fundación, se acordó repartir a cada uno de los vecinos, dos fanegas de tierra para que hicieran sus labranzas, casa y corrales para la cría de ganado; además se le reconocía al patrimonio de la villa, como terrenos ejidos, cinco leguas de extensión en sus contornos.
Una vez escogido el sitio adecuado, se procedió a la fundación y se nombró como justicia mayor del pueblo a Ventura Sánchez, quien había sido recomendado para el cargo por el prefecto de las Misiones fray Pedro de Berja, de acuerdo con la autorización real que se le concedía para llevar a cabo la fundación. Los españoles fundadores fueron 20, que enseguida se aprestaron a edificar sus casas y organizar sus tierras para sembrar y estacar corrales para la cría de ganado.

### Guerra de Independencia
Durante los tiempos de la independencia de Venezuela, la ciudad de San Carlos se encontró en medio de la guerra y fue abandonada no solo por los avances de las tropas realistas que la saquearon, sino también por la devastación del terremoto de 1812. Durante esta guerra la ciudad pierde el sosegado ambiente colonial y se convierte en vibrante corazón de la libertad americana.
A finales de marzo de 1812, un episodio de nefastas consecuencias se suscitó en San Carlos con el polémico José Tomás Boves. En Calabozo, el juez Briceño persuadió al asturiano para que contribuyera con alguna donación a la República, y este (sintiéndose tan criollo como si hubiera nacido en el Llano), voluntariosamente ofrece la más espontánea colaboración que para la causa patriota se recibiera hasta entonces: Ofreció contribuir con 50 lanceros pertrechados con sus armas y caballos. 
Días más tarde, por cuestiones de negocios, el asturiano se encontraba en la ciudad de San Carlos y recibe la visita de un funcionario municipal para que se presente en el Cabildo, donde se celebrará una asamblea de notables con la intención de organizar la defensa de aquella comarca. Dado el cariz que ha tomado la causa independentista, por el inminente ataque del jefe realista Domingo Monteverde, el patricio don Ignacio Figueredo, en pública asamblea, propone al comerciante Boves para que dirija la caballería patriota. Pero un sector de notables que estaban presentes en aquella reunión, incluyendo Diego Jalón comandante militar de la Plaza de San Carlos, expusieron su desaprobación al nombramiento, al considerar que su condición social lo excluía del mando.
Miradas insinuantes entre unos y otros, retórica y cuchicheos capciosos, y al fin uno de los componentes de la Junta local, que tiene viejas rencillas por la disputa amorosa del asturiano con su hija, maliciosamente rompe la armonía de la reunión presentando una falsa carta para hacer ver que José Tomás Boves es un traidor, ya que una vez pertrechado, desertará de las filas patriotas y se pasará a las fuerzas realistas. 
La maliciosa acusación, momentáneamente ha surtido sus efectos, y el comandante de la plaza arresta al asturiano, llama a la guardia, lo manda encerrar en la cárcel, y sin juicio previo lo condenan a muerte; pero el señor Figueredo demostrando la inocencia del tendero, su honrada disposición a la causa patriota y la falsedad del escrito acusador, consigue que Boves sea puesto en libertad aquella misma noche.
Este incidente y la desconfianza demostrada por algunos mantuanos de la junta, repentinamente le enfrían al asturiano la simpatía que siente por la causa patriota; la rabia no puede contenerla, y José Tomás decepcionado vuelve a Calabozo. El largo camino y las consabidas paradas de negocios le llevará unas cuantas jornadas, y durante esos días de marcha se entera de la caída y rendición de San Carlos. Los desaciertos del mando y la inexperiencia de las fuerzas que defendían la ciudad facilitaron el empuje realista de las fuerzas de Domingo Monteverde.
Por entonces, la Junta Patriótica había dictado severos castigos para los que criticaran o difundieran rumores en contra de la causa emancipadora, y Boves, dolido por la afrenta y el injustificado rechazo de San Carlos, enjuicia abiertamente el proceder de los militares patriotas, sus tácticas guerreras y la indecisión dubitativa de Francisco de Miranda. Cuando el asturiano discurseaba estas apreciaciones en la plaza de Calabozo, los patriotas reciben la información de que el jefe realista Eusebio Antoñanzas se dirige a tomar Calabozo. La noticia inquieta a los calaboceños y éstos se aprestan a preparar la defensa. 
José Tomás Boves todavía piensa en esa nueva patria que lo ha acogido, y queriendo ayudarla, ofrece capitanear los lanceros para atajar el avance de los realistas; pero su ofrecimiento es rechazado por los mantuanos que forman el patriciado llanero, quienes desconfiando del asturiano, descaradamente se mofan de él por considerarlo incapaz de atajar a los realistas.
Pero aquí no acaban las afrentas e injusticias para Boves, el mal le persigue en aquella ocasión; su enemigo gratuito de San Carlos quiere perjudicarlo y envió a Calabozo la carta que falsamente le comprometía; esto añadido a las manifestaciones que hizo sobre la incapacidad de los mandos patriotas, hacen que el juez Briceño también le acuse de insurrecto y traidor; rápidamente se le encarcelará y se le condenará a muerte. El ensañamiento fue de tal magnitud que además se le castigó a recibir doscientos latigazos. 
Al día siguiente es sacado de la prisión y mientras lo llevaban al rollo es insultado, golpeado y vejado por los mantuanos, algunos de los cuales Boves les había hecho señalados favores; es azotado salvajemente en la plaza pública y vuelve a la cárcel para ser ejecutado al amanecer del día siguiente. El mismo día, su almacén es saqueado y quemado, y las turbas enardecidas dan muerte al indígena que le cuidaba el comercio. 
El vengativo juez Briceño, se frotaba las manos de ilusa alegría; nunca imaginó el tal juez, que aquella indebida condena, aquella afrenta y aquel injusto castigo aplicado al asturiano, le costarían a Venezuela desmadrados ríos de sangre.
Después del asedio de San Carlos por parte de las huestes de Boves, el general Urdaneta había escapado de los realistas desde San Carlos, seguido por 2000 hombres desarmados, a las 6.000 mujeres, niños y ancianos que quisieron acompañarlos los había dejado en los pueblos por donde pasaba. Las guerrillas monárquicas habían acosado a su columna todo el camino.
Al romperse el Armisticio firmado en 1820 San Carlos se convierte en el cuartel general de las fuerzas patriotas durante la última fase de la guerra de Independencia de Venezuela. Al amanecer del 23 de junio de 1821, Simón Bolívar abandona San Carlos por última vez en marcha decisiva a la victoria. Más de 6.000 soldados patriotas organizados en 3 divisiones marcharon hasta el campo de Carabobo.
En 1830 el heroico batallón Rifles fue disuelto en San Carlos quemando su oficialidad las banderas laureadas de Bomboná y Ayacucho. Fue uno de los cuerpos más antiguos del ejército de Bolívar, y su divisa se ha descrito que pudo ser '"El primero en el combate, el último en el cuartel".

### Guerra Federal
El asesinato del General Ezequiel Zamora, el 10 de enero de 1860 ocurre frente a la Iglesia San Juan, donde una bala perdida le quitó la vida. En torno a este hecho existe un legajo de documentos oficiales que reposan en el Archivo Histórico de Miraflores bajo el título “LA VERDAD HISTÓRICA SOBRE LA MUERTE Y ENTERRAMIENTO DEL GENERAL EZEQUIEL ZAMORA” preparado personalmente por el entonces Presidente Provisional de Venezuela, General Cipriano Castro, quien lo dedicó a la Academia Nacional de la Historia (1904). Acompañan al relato del General Castro una serie de testimonios de personajes que incluso acompañaron al General Zamora en el momento de su muerte y posteriormente en los diversos enterramientos.

## Educación
Existen escuelas básicas, como la E.B. "Eloy Guillermo González", la E.B. "Carlos Vilorio", U.E.N. "La Blanquera", la E.B. "Carlos Tovar", la E.B. "María de Albornoz", la E.P.B. "Andrés Eloy Blanco", E.B. "Iginio Morales" y la E.B. "Alejandro Febres", E.P.B. y"Rafael Silva"
Colegios de secundaria y diversificada: la Unidad Educativa Técnica Agropecuaria "Luis Tovar", el Liceo Bolivariano "Ezequiel Zamora", la Unidad Educativa "Aníbal Dominici", la Escuela Técnica Industrial "Padre Dehon", el Liceo Nacional "Eloy Guillermo González", el Liceo Nacional "La Blanquera", el Liceo Bolivariano "Creación San Carlos", el Complejo Educativo "Andrés Benito Espinoza", el Liceo Militarizado "General José Laurencio Silva", el Liceo Bolivariano "Creación de Limoncito", la Escuela Técnica Robinsoniana Zamorana "San Carlos", y el Liceo Bolivariano "Creación Mapuey".
Las escuelas y colegios de primaria y secundaria son: el Colegio Diocesano "Monseñor Francisco Miguel Seijas" , la Unidad Educativa Privada "Ligia Cadenas", la Unidad Educativa Privada "Miguel Palao Rico" y el Colegio Diocesano "Juan Pablo II" como uno de los mejores colegios del estado
En el ámbito universitario cuenta con la Universidad Nacional Experimental de los Llanos Occidentales "Ezequiel Zamora" (UNELLEZ), Universidad Deportiva del Sur, la Universidad Nacional Experimental "Simón Rodríguez" (UNERS) Núcleo San Carlos, la Universidad Nacional Abierta (UNA), la Universidad de Carabobo (UC), la Universidad Bolivariana de Venezuela (UBV) y la extensión de Medicina de la Universidad Nacional Experimental "Rómulo Gallegos" (UNERG).

## Turismo

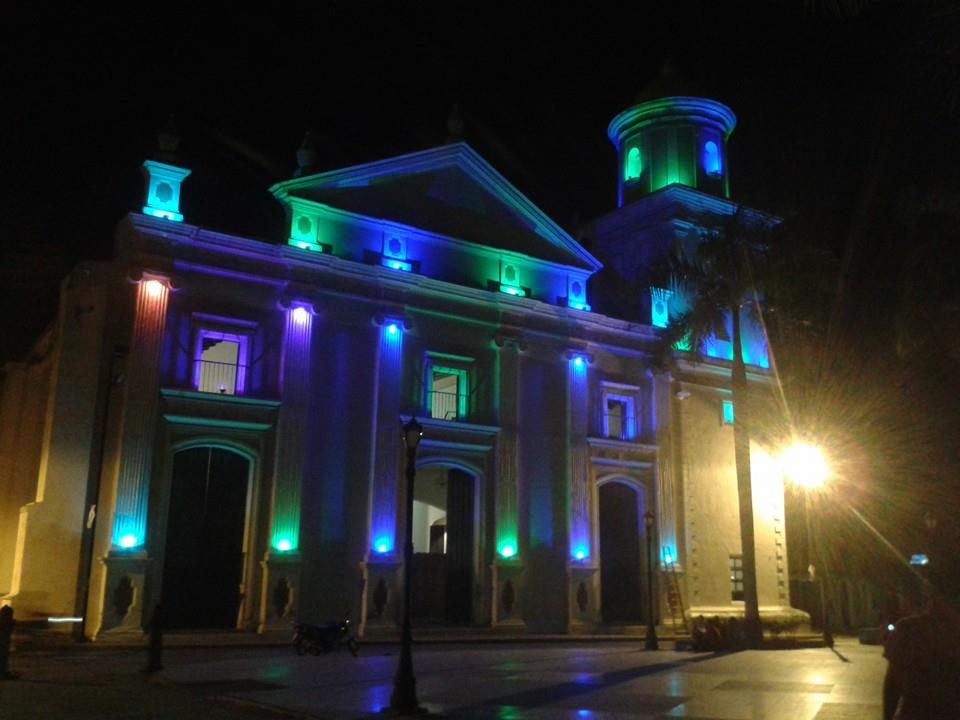
Catedral de la Inmaculada Concepción

### Patrimonios Edificados
- Plaza Bolívar

- Casa-Museo La Blanquera.
- Iglesia Inmaculada Concepción (Catedral de San Carlos).
- Iglesia San Juan
- Iglesia Santo Domingo
- Casa Familia Figueredo
- El Autódromo de San Carlos.
- Monumento al Mango de San Carlos                                                                                                                                                                            Autodromo Internacional de San Carlos, Cojedes

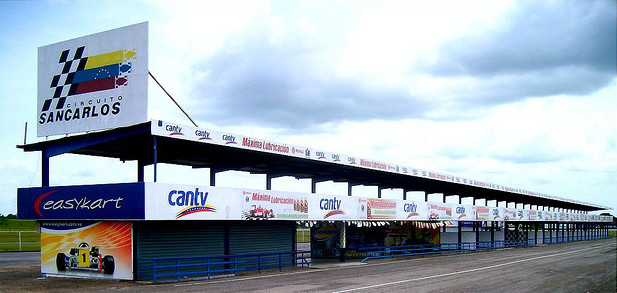
Autodromo Internacional de San Carlos, Cojedes

### Patrimonios Naturales
- Río Bocatoma de San Carlos
- Balneario Boca Toma.
- El parque nacional General Manuel Manrique.

## Ciudades Hermanas
- Tinaquillo, Venezuela
- Valencia, Venezuela
- San Juan de los Morros, Venezuela
- Berja, España